# オーストラリア上院慰安婦問題和解提言決議
オーストラリア上院慰安婦問題和解提言決議は2007年9月20日にオーストラリアの上院で採択された慰安婦問題に関する決議案である。
決議では慰安婦制度を『日本の歴史におけるおぞましい出来事』と非難する一方、河野談話・アジア女性基金の取り組みを高く評価し、慰安婦との対話継続と和解を日本政府に要請している。全体としてはアメリカ合衆国下院121号決議と同等のラインを要求しており、日本に対してより積極的な政策を採るよう促す野党の決議案を否決した上で採択された。